# Åfjord
Åfjord is een gemeente in de Noorse provincie Trøndelag. De huidige gemeente ontstond per 1 januari 2020 toen de gemeente Roan bij Åfjord werd gevoegd. De gemeente telde 4.288 inwoners in januari 2020.
Åfjord · Flatanger · Frosta · Frøya · Grong · Heim · Hitra · Holtålen · Høylandet · Inderøy · Indre Fosen · Leka · Levanger · Lierne · Malvik ·  Melhus · Meråker · Midtre Gauldal · Nærøysund · Namsos · Namsskogan · Oppdal · Orkland · Ørland · Osen · Overhalla · Rennebu · Rindal · Røros · Røyrvik · Selbu · Skaun · Snåsa · Steinkjer · Stjørdal · Trondheim · Tydal · Verdal

Fylker van Noorwegen